# Езел (ТВ серија)
Езел (тур. Ezel) турска је телевизијска серија, снимана од 2009. до 2011. године.
У Србији је 2012. емитована на телевизији Прва.

## Синопсис
Езел је серија инспирисана романом Александра Диме Гроф Монте Кристо и представља својеврсну турску адаптацију романа чувеног француског писца.
Омер Учар је једноставан и искрен младић, одан својој породици и тројици пријатеља које познаје још из детињства. Његови најбољи пријатељи су Али и Џенгиз, сматра их својом браћом и за њих би дао живот, а лепа Ејшан је љубав његовог живота. Након дугог боравка у војсци, Омер се враћа кући у Истанбул, срећан што ће напокон да запроси жену својих снова и с њом оснује породицу. Међутим, судбина му је наменила другачији пут – за време његовог одсуства, пријатељи су осмислили и спровели лукав план пљачке казина, убивши притом једног чувара и оставивши довољно лажних доказа којим ће Омера бити осуђен на доживотну робију. Док су пријатељи украденим милионима градили пословне и приватне каријере, Омер је у затвору проживљавао пакао.
Осим што је свакодневно размишљао о издаји својих пријатеља и њиховим лажним сведочењима, Омера су физички злостављали управник и чувари затвора, уверени да ће помоћу батина сазнати где су он и пријатељи сакрили украдени новац. При последњој тучи Омер задобија озбиљне повреде, но уз помоћ Рамиза, ментора и моћног мафијаша, успева да побегне из затвора. Његово унакажено и непрепознатљиво лице требало је хитно оперисати, а заједно с променом лица дошло је и до промене личности – Омер постаје Езел Бајрактар, млади и успешни бизнисмен, специјализован за разне борбене технике и читање људских намера, те изразито успешан коцкар.
Након дванаест година проведених у патњи, његова мржња према пријатељима постала је све јача, па одлучује да као потпуни странац посети Кипар како би им се осветио.

## Улоге
| Глумац:            | Улога:               |
| ------------------ | -------------------- |
| Кенан Имирзалиоглу | Езел Бајрактар       |
| Џансу Дере         | Ејшан Атај           |
| Јигит Озшенер      | Џенгиз Атај          |
| Бариш Фалај        | Али Киргиз           |
| Седеф Авџи         | Бахар Тезџан         |
| Бурчин Терзиоглу   | Азад Караески        |
| Тунџел Куртиз      | Рамиз Караески       |
| Салих Калион       | Сердар Тезџан        |
| Гурај Кип          | Камил                |
| Ипек Билгин        | Мелиха Учар          |
| Сарп Акаја         | Тевфик Заим          |
| Баде Ишчил         | Шебнем Сертуна       |
| Берак Тузунатач    | Баде Унсал           |
| Бејазит Гулерџан   | Мумтаз Учар          |
| Кемал Учар         | Мерт Учар            |
| Риза Кочаоглу      | Темуз                |
| Нурхан Озенен      | Селма                |
| Левент Кан         | Каја                 |
| Укту Бариш Серма   | Кан Атај             |
| Халук Билгинер     | Кенан Биркан         |
| Хусејин Сојсалан   | Хајратли             |
| Исмаил Филиз       | Омер Учар            |
| Киванч Татлитуг    | Секиз (Осмица) Рамиз |